# Sutki
Sutki (prononciation [ˈsutki]) est un village de la gmina de Tomaszów Lubelski, du powiat de Tomaszów Lubelski, dans la voïvodie de Lublin, situé dans le sud-est de la Pologne.

## Administration
De 1975 à 1998, le village était attaché administrativement à l'ancienne voïvodie de Zamość.

Depuis 1999, il fait partie de la nouvelle voïvodie de Lublin.